# Brook Lopez
Brook Lopez (North Hollywood, Los Angeles, 1. travnja 1988.) američki je profesionalni košarkaš. Igra na poziciji centra, a trenutačno je član NBA momčadi Milwaukee Bucks a. Izabran je u 1. krugu (19. ukupno) NBA drafta 2008. od strane istoimene momčadi. 

## Sveučilište
Lopez je na prvoj godini na Stanfordu izabran u All-Pac-10 freshman momčad. U prosjeku je postizao 12.6 poena i 6.0 skokova po utakmici. Na drugoj godini u prosjeku je postizao 19.3 poena, 8.2 skoka, 1.5 asistencija i 2.1 blokadu po utakmici. Na kraju sezone izabran je u All-Pac-10 prvu petorku i All-American treću petorku. Nakon druge godine odlučio je napustiti sveučilište i prijaviti se na NBA draft 2008. godine. 

## NBA
Izabran je kao deseti izbor drafta od strane New Jersey Netsa. Mjesto u početnoj petorci dobio je nakon ozljede startnog centra Josha Boonea. Učinak karijere od 31 poen i 13 skokova postigao je u pobjedi nad Oklahoma City Thunderom 103:99. U siječnju i veljači izabran je za novaka mjeseca Istočne konferencije. Svoju rookie sezonu završio je u prosjecima od 13.0 poena, 8.0 skokova i 1.9 blokada po utakmici. Na kraju sezone dobio je priznanje u All-Rookie prvu petorku i završio treći u glasovanju za novaka godine.

## NBA statistika

### Regularni dio
| Godina    | Klub       | Odig. uta. | Uta. poč. | Min. | 2P%  | 3P%  | Sl. bac.% | Skok. | Asist. | Ukr. lop. | Blok. | Poena |
| --------- | ---------- | ---------- | --------- | ---- | ---- | ---- | --------- | ----- | ------ | --------- | ----- | ----- |
| 2008./09. | New Jersey | 82         | 75        | 30.5 | .531 | .000 | .793      | 8.1   | 1.0    | .5        | 1.8   | 13.0  |
| Ukupno    |            | 82         | 75        | 30.5 | .531 | .000 | .793      | 8.1   | 1.0    | .5        | 1.8   | 13.0  |

## Vanjske poveznice
- Profil na NBA.com
- Profil na ESPN.com
- Profil  Arhivirana inačica izvorne stranice od 15. listopada 2013. (Wayback Machine) na Basketball-Reference.com